# Brachydesmus pereliae
Brachydesmus pereliae är en mångfotingart som beskrevs av Sergei I. Golovatch 1976. Brachydesmus pereliae ingår i släktet Brachydesmus och familjen plattdubbelfotingar. Inga underarter finns listade i Catalogue of Life.